# Steinlager
Steinlager est une marque de bière produite à Auckland, en Nouvelle-Zélande. Elle a été créée par la Lion Breweries en réponse à un défi lancé par un ministre du gouvernement néo-zélandais aux brasseurs du pays de produire une bière de style 'lager' de qualité internationale.